# José Santiago Hernández
José Santiago Hernández García (sinh ngày 1 tháng 5 năm 1997 ở Guadalajara, Jalisco) là một cầu thủ bóng đá người México hiện tại thi đấu cho Club Atlas.